# Liste der Naturdenkmale in Großenlüder
Die Liste der Naturdenkmale in Großenlüder nennt die im Gebiet der Gemeinde Großenlüder im Landkreis Fulda in Hessen gelegenen Naturdenkmale.
| Bild            | Bezeichnung                                                            | Ortsteil, Lage                               | Beschreibung                             | Art          | Nr.      |
| --------------- | ---------------------------------------------------------------------- | -------------------------------------------- | ---------------------------------------- | ------------ | -------- |
| BW              | Eiche am Stempel                                                       | Großenlüder 50° 36′ 6,4″ N, 9° 32′ 59,4″ O   |                                          | Eiche        | 6.31.360 |
| BW              | Kottenbachlärche                                                       | Kleinlüder 50° 33′ 15,8″ N, 9° 33′ 9,6″ O    |                                          | Lärche       | 6.31.365 |
| BW              | Virneburglärche am vorderen Vernel                                     | Kleinlüder 50° 32′ 29″ N, 9° 33′ 54,8″ O     |                                          | Lärche       | 6.31.366 |
| Fotos hochladen | Herrgottseiche am Himmelsberg an den Altstraßen Antsanvia und Ortesweg | Giesel 50° 33′ 45,8″ N, 9° 32′ 28,3″ O       | Ehemals Gemarkung Giesel jetzt Hosenfeld | Eiche        | 6.31.367 |
| Fotos hochladen | 2 Linden auf der Zunnert mit Hochkreuz von 1766                        | Kleinlüder 50° 32′ 42,5″ N, 9° 31′ 40,8″ O   |                                          | Linde        | 6.31.368 |
| BW              | Linden am Weg zum Trätzhof                                             | Lütterz 50° 35′ 27″ N, 9° 36′ 8″ O           |                                          | Linde        | 6.31.369 |
| BW              | Friedhofseiche                                                         | Lütterz 50° 35′ 49,1″ N, 9° 35′ 31,7″ O      |                                          | Eiche        | 6.31.370 |
| Fotos hochladen | 2 Linden an der Schnepfenkapelle                                       | Oberbimbach 50° 33′ 19,6″ N, 9° 33′ 24,4″ O  |                                          | Linde        | 6.31.371 |
| BW              | Feuchtgebiet „Küppelacker“                                             | Oberbimbach 50° 33′ 57,4″ N, 9° 32′ 31,5″ O  |                                          | Feuchtgebiet | 6.31.373 |
| Fotos hochladen | 3 Linden bei der Kapelle                                               | Unterbimbach 50° 34′ 28,4″ N, 9° 34′ 59,9″ O |                                          | Linde        | 6.31.375 |
| BW              | 2 Eichen am Forsthausweg                                               | Bimbach 50° 34′ 41,5″ N, 9° 34′ 30,9″ O      |                                          | Eiche        | 6.31.376 |

## Belege
1. ↑  
Naturdenkmalliste. (pdf; 866 kB) Anhang zu TOP II.22 der Kreistagssitzung am 07.06.2010. Naturdenkmale im Landkreis Fulda. Der Kreisausschuss Landkreis Fulda, 26. Mai 2010, abgerufen am 24. Januar 2016.

- Karte mit allen Koordinaten:
- OSM |
- WikiMap